# Katun (Czarnogóra)
Katun (cyr. Катун) – wieś w Czarnogórze, w gminie Pljevlja. W 2011 roku liczyła 165 mieszkańców.